# 天空第一台
天空第一台（英語：Sky1）是英國的一個電視頻道，由英國天空廣播公司運營播出。天空第一台於1982年4月26日開始播出，是一家衛星電視頻道。在英國和愛爾蘭都可以收看到天空第一台的電視節目。天空第一台播出過許多頗受歡迎的電視節目，大多進口自北美，包括24、X檔案、歡樂合唱團等。

## 外部連結
- 官方网站